# 버넌 맥스웰

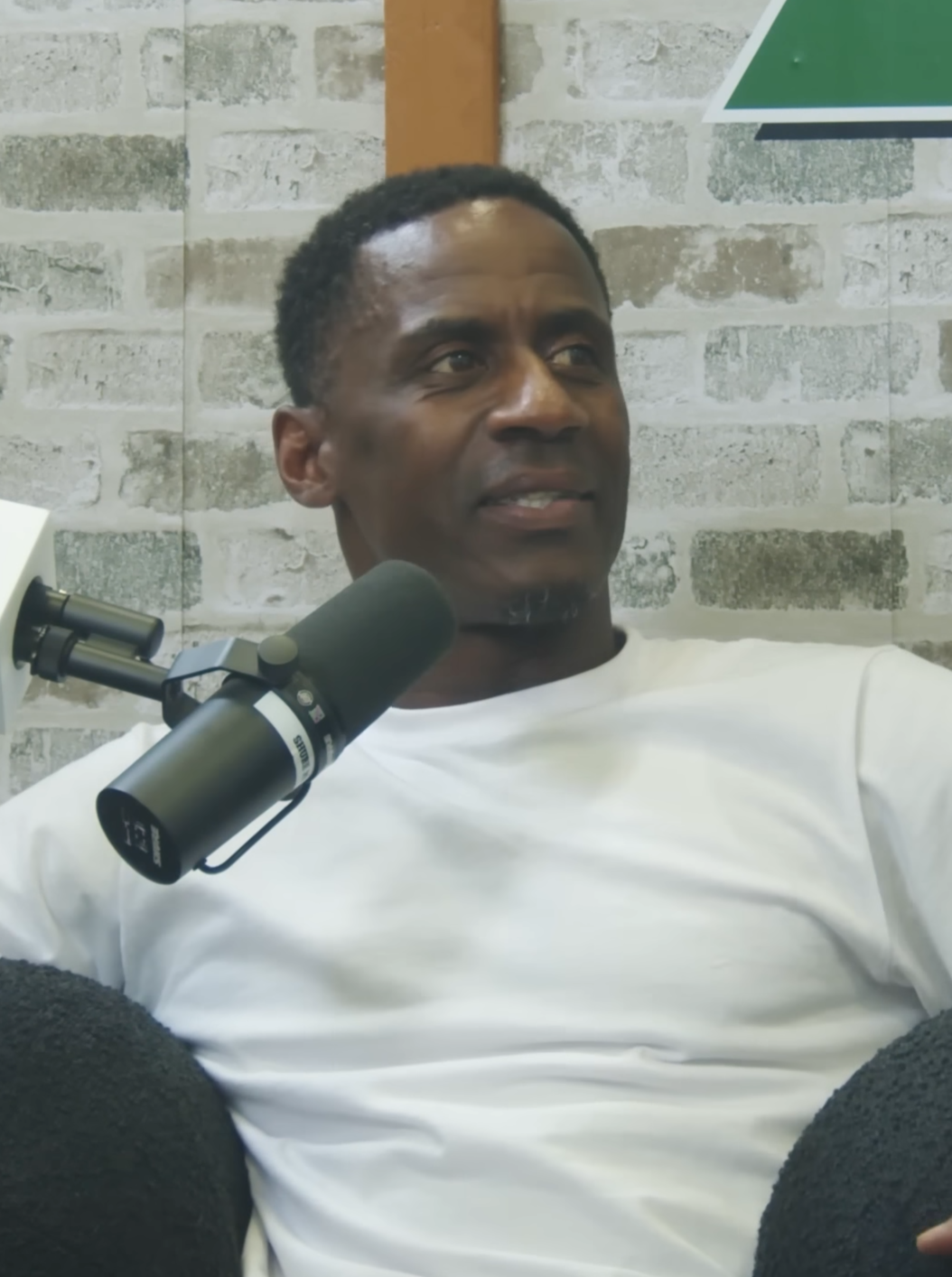

버넌 맥스웰(Vernon Maxwell, 1965년 9월 12일 ~ ) 또는 버논 맥스웰은 미국의 전직 프로 농구 선수이다. 1980년대 후반, 1990년대, 2000년대 초반 동안 13시즌 동안 전미 농구 협회(NBA)에서 슈팅 가드로 활동했다. 맥스웰은 플로리다 대학교에서 대학 농구를 했으며 플로리다 게이터스를 최초의 NCAA 토너먼트 출전으로 이끌었다. 1988년 NBA 드래프트 2라운드에서 덴버 너겟츠에 지명되었고 즉시 샌안토니오 스퍼스로 트레이드되었다. 그의 가장 길고 성공적인 NBA 재임 기간은 휴스턴 로키츠에서였다. "매드 맥스"라는 별명은 맥스웰의 클러치 3점 슛으로 인해 컬러 해설자들에 의해 붙여졌는데, 이는 1994년 휴스턴과 뉴욕 사이의 NBA 결승전 결정전에서 정점에 이르렀다. 맥스웰은 NBA 역사상 한 쿼터에 30득점을 기록한 9명의 선수 중 한 명으로, 1991년 1월 26일 클리블랜드 캐벌리어스와의 경기에서 51득점을 기록하는 과정에서 이러한 위업을 달성했다.

## 경력
- 1988-1990: 샌안토니오 스퍼스
- 1990-1995: 휴스턴 로케츠
- 1995-1996: 필라델피아 세븐티식서스
- 1996-1997: 샌안토니오 스퍼스
- 1998년: 올랜도 매직
- 1998: 샬럿 호네츠
- 1999: 새크라멘토 킹스
- 1999-2000: 시애틀 슈퍼소닉스
- 2000년: 필라델피아 세븐티식서스
- 2001년: 댈러스 매버릭스